# Lycaena confluentiamultiplex
Lycaena confluentiamultiplex är en fjärilsart som beskrevs av Courvoisier 1911. Lycaena confluentiamultiplex ingår i släktet Lycaena och familjen juvelvingar. Inga underarter finns listade i Catalogue of Life.